# Division internationale du travail
Pour les articles homonymes, voir DIT.
La division internationale du travail, ou DIT, est une extension de la division du travail appliquée au commerce international. Elle désigne le fait que les pays se soient spécialisés pour produire certains biens économiques : ils ne travaillent pas tous sur les mêmes produits et, de ce fait, échangent entre eux leur production. Cette spécialisation de pays ou zones repose initialement sur les simples avantages comparatifs des différents pays, pour évoluer vers une décomposition plus poussée de la chaîne de valeur, ou division internationale du processus productif (DIPP).
En libre-échange, la spécialisation internationale conduit à la convergence des rémunérations des facteurs de production, selon le théorème d'égalisation des prix des facteurs, découlant du modèle Heckscher-Ohlin-Samuelson.

## DIT traditionnelle
La DIT traditionnelle attribue aux pays développés la fabrication des biens manufacturés et des services ; et aux pays pauvres, souvent les pays du Sud, la fourniture des produits primaires en général (produits agricoles, matières premières). Cependant au fur et à mesure du développement des techniques mais aussi des pays, la division internationale du travail se transforme. Ainsi certains pays du sud se sont mis à fabriquer les produits manufacturés courants (textiles, par exemple).

## Nouvelle division internationale du travail
On parle parfois de « nouvelle division internationale du travail » pour désigner la spécialisation actuelle des pays : les nouveaux pays industrialisés, asiatiques surtout, produisent aujourd'hui des produits manufacturés, y compris des produits haut de gamme. Les pays développés fabriquent surtout les produits technologiques et les services dont la production nécessite de hautes qualifications. Les pays les plus pauvres restent cantonnés dans les produits primaires à faible valeur ajoutée.
Jusqu'aux années 1970, les relations commerciales internationales étaient structurées par ce qu'on appelle aujourd'hui : l’« ancienne division internationale du travail ».
Cette division s'est instaurée au XIXe siècle et est rendue possible par la colonisation et la mise en exploitation de l'Inde, de parties de la Chine puis de l'Afrique par les États européens. Elle correspond à un échange asymétrique de produits primaires en provenance des pays colonisés contre des produits manufacturés exportés par les pays colonisateurs. La décolonisation, entre 1947 et 1960, permet l'émergence de nouveaux pays industrialisés (NPI) et reconfigure la division internationale du travail.
Les exportations internationales qui ont été multipliées par 27 entre 1950 et 1970 ont profité principalement aux pays développés dont la part dans le commerce international est passée de 61 à 65 % alors que celle des pays en développement a régressé de la moitié à 34 %. Trois raisons essentielles expliquent ces changements. Tout d'abord, les pays colonisés n'ont pas bénéficié, comme les colonisateurs, des avantages de la révolution industrielle : leur développement initial et leur artisanat ont été bloqués par les colonisateurs qui ont établi des connivences avec les groupes féodaux locaux et aussi bien les équipements publics que les services administratifs et sanitaires ont été réalisés pour satisfaire les seuls besoins des colons. Ensuite, si les matières premières sont remplacées par des produits synthétiques grâce à la technologie, la DIT ricardienne traditionnelle a été remplacée progressivement par la multiplication des échanges entre pays  à niveau de développement similaire (Union européenne, triade UE, États-Unis, Japon) ou presque (échanges avec les NPI).
Or, l'émergence des nouveaux pays industrialisés (NPI) d'Asie et d'Amérique Latine, dessine depuis les années 1970, une « nouvelle division internationale du travail ». La première vague de ces NPI était dominée par quatre pays d'Asie du Sud-Est (les quatre dragons) : Hong Kong, la Corée du Sud, Singapour et Taïwan, ainsi que par deux pays d'Amérique latine : le Brésil et le Mexique.
Puis dans les années 1980, est arrivée une deuxième vague qui était constituée essentiellement de pays asiatiques comme la Thaïlande, la Malaisie, l'Indonésie, Philippines et le Vietnam (tigres asiatiques)
En raison de leur main-d'œuvre qualifiée et bon marché, ces pays étaient utilisés par les firmes multinationales comme bases de sous-traitance. Ils ont été d'abord engagés dans des secteurs industriels particuliers, comme les instruments d'optique, les montres, les jouets et les machines-outils. Les investissements directs des multinationales dans ces pays ont permis, d'un côté, le transfert de la technologie, et de l'autre, la création de nouvelles richesses qui finançaient à leur tour de nouveaux projets.
Aujourd'hui, des pays comme la Corée du Sud ou le Brésil, exportent les automobiles, des missiles, des ordinateurs… De même, un petit pays comme Taïwan (23 millions d'habitants) est le troisième exportateur mondial de produits électroniques, et la quatorzième puissance commerciale du monde.

## Décomposition internationale du processus productif (DIPP)
La révolution des 50 dernières années est venue de l'abaissement des droits de douane et de l'abaissement considérable des frais de transport. Ce qui prime désormais est la possibilité de décomposer la fabrication des produits. Plus le produit est complexe, plus il comporte de composants et de sous-ensembles qui peuvent être fabriqués de façon autonome les uns des autres. Une voiture, par exemple, comporte plus de 5000 pièces. Ces composants sont progressivement réunis en sous-ensembles qui sont associés lors de l'assemblage final. Cette décomposition du produit autorise alors la fabrication des diverses pièces dans des pays différents en fonction de leurs avantages comparatifs. La production sera décomposée internationalement d'où le nom de « décomposition internationale du processus productif ». Ce phénomène a été décrit par Bernard Lassudrie-Duchêne.
Ce phénomène a donné naissance à un commerce international de pièces et de composants et à des réexportations de produits finis après montage. Ces échanges se réalisent entre filiales de firmes multinationales ou dans le cadre de sous-traitance ou d'accords inter-firmes. Ce type de commerce est parfois tellement important que certains pays, dont les États-Unis, ont créé une nomenclature statistique spéciale pour l'évaluer.